# Drive Me Crazy
Pour plus de détails, voir Fiche technique et Distribution.
Drive Me Crazy (Fais-moi craquer au Québec) est une comédie romantique américaine basée sur le roman How I Created My Perfect Prom Date écrit par Todd Strasser.
Ce film met en vedette l'actrice Melissa Joan Hart de la série Sabrina, l'apprentie sorcière.

## Synopsis
Nicole est une jeune fille sophistiquée et populaire qui n'a que deux choses en tête : la préparation du centenaire du bal de la promo et la recherche du cavalier pour l'occasion. Mais lorsque le garçon de ses rêves invite une autre fille, Nicole doit se mettre activement à la recherche d'un remplaçant. Le temps presse et Nicole décide de se rabattre à contre-cœur sur Chase Hammond, son voisin...

## Fiche technique
- Titre : Drive Me Crazy
- Titre québécois : Fais-moi craquer
- Réalisation : John Schultz
- Scénario : Rob Thomas d'après le roman de Todd Strasser
- Musique : Greg Kendall
- Photographie : Kees Van Oostrum
- Montage : John Pace
- Production : Jonathan McHugh et Amy Robinson
- Société de production : Amy Robinson Productions et Grand March Productions
- Société de distribution : 20th Century Fox (États-Unis)
- Pays :  États-Unis
- Genre : Comédie dramatique et romance
- Durée : 91 minutes
- Dates de sortie : 
  -  États-Unis : 1er octobre 1999

## Distribution
Légende : Version Française = V. F. et Version Québécoise = V. Q.
- Melissa Joan Hart (V. F. : Dorothée Pousséo ; V. Q. : Charlotte Bernard) : Nicole Maris
- Adrian Grenier (V. F. : Damien Witecka ; V. Q. : Martin Watier) : Chase Hammond
- Stephen Collins : Mr. Maris
- Faye Grant : Mrs. Maris
- Susan May Pratt (V. F. : Laurence Charpentier ; V. Q. : Julie Burroughs) : Alicia DeGasario
- Mark Webber (V. Q. : Sébastien Reding) : Dave Ednasi
- Kris Park (V. F. : Emmanuel Garijo ; V. Q. : Hugolin Chevrette) : Ray Neeley
- Gabriel Carpenter (V. Q. : Benoit Éthier) : Brad Seldon
- Ali Larter (V. Q. : Christine Séguin) : Dulcie
- Lourdes Benedicto : Chloe Frost
- Keri Lynn Pratt (V. Q. : Kim Jalabert) : Dee Vine
- Natasha Pearce : Sue Ryan
- Jordan Bridges (V. Q. : Gilbert Lachance) : Eddie Lampell
- Keram Malicki-Sánchez : Rupert
- Mark Metcalf : Mr. Rope
- William Converse-Roberts : Mr. Hammond

## Anecdotes
Originellement intitulé Next to You, le film a changé de titre pour profiter du succès de la musique du générique, un remix de la chanson (You Drive Me) Crazy de Britney Spears. Si la chanson est devenue célèbre, cela n'a pas favorisé le film qui n´a rapporté que 17 millions de dollars de recette.